# Friending og following
Friending er handlingen at tilføje nogen til en liste af bekendte på en socialt medie internet service.
Begrebet friending omfatter blot bekendtskab.
Friending er også forskelligt fra ideen af en "fan" — som anvendt på business websites, bands, kunstere og andre — da friending er mere end en envejs relation. En "fan" modtager kun ting. En "friend" kan kommunikere tilbage til personen på bekendtlisten.
Handlingen at "friending" nogen giver sædvanligvis denne person specielle rettigheder (på servicen) til ens egen sociale medie brugerkonto.
På fx Facebook kan ens "friends" have rettigheden at se og poste til ens "timeline".
Processen med at tilføje nogen til en bekendtliste er:
- Send en bekendtanmodning (engelsk friend request).
- Den potentielle bekendte får dit bekendtforslag.
- Vent på at den bekendte enten godkender - eller ikke godkender anmodningen.

Following er et lignende begreb på andre sociale medie internet services, såsom Twitter og Instagram, hvor en person - via en brugerkonto - (follower dansk følger) vælger at tilføje indhold fra en anden person (brugerkonto), gruppe eller side til sin nyhedsstrøm. I modsætning til friending, er following typisk ikke gensidig - og en person kan unfollow (stoppe following) en anden brugerkonto til enhver tid, uden at ændre den anden brugerkontos following-status.  
Processen med at tilføje en nyhedsstrøm eller andet er:
- Send en  følgeanmodning, medlemsanmodning eller forbindelsesanmodning.
- Brugeren, gruppen eller siden får dit følgeforslag eller forbindelsesforslag.
- Herefter kan der ske flere ting:
  - Hvis følgeanmodningen automatisk godkendes, har din bruger nu fået følgestatus, medlemstatus eller forbindelsesstatus.
  - Vent på at nogen (i gruppen eller på siden) enten godkender - eller ikke godkender anmodningen. Nogle grupper kræver dokumentation eller argumentation af, hvorfor du vil have følgestatus, medlemsstatus eller forbindelsesstatus.

## Historisk
Den første faglige definition og undersøgelse af friending og defriending (handlingen at fjerne nogen fra ens brugerkontos bekendtliste, også kaldet unfriending) var David Fono og Kate Raynes-Goldie's "Hyperfriendship and beyond: Friends and Social Norms on LiveJournal" fra 2005,, som identificerede brugen af termen som både et navneord og et verbum af brugere på det tidlige sociale medie internet service og blog platform LiveJournal, der blev lanceret i 1999.